# Cserfalu
Cserfalu (1899-ig Dubova, szlovákul Dubová, németül Wernersdorf) község Szlovákiában, a Pozsonyi kerületben, a Bazini járásban.

## Fekvése
Nagyszombattól 20 km-re nyugatra, a Žlabka-patak partján fekszik.

## Története
Birtokként 1113-ban, a zobori apátság határleírásában említik először. Faluként IV. László király 1287-ben kelt adománylevelében szerepel első alkalommal. A 16. századtól a vöröskői váruradalom része volt. 1540-ben elfoglalta a török. Az elnéptelenedett községet ezután délről menekült horvát telepesekkel népesítették be, de nemsokára újra lakatlan lett. 1590-ben gróf Pálffy Miklós telepítette be újra. Lakói szőlőtermesztéssel, mész- és szénégetéssel, faárukészítéssel foglalkoztak. Plébániáját csak 1807-ben alapították újra.
Vályi András szerint "DUBOVA. Tót falu Poson Vármegyében, földes Ura Gróf Pálfy Uraság, lakosai katolikusok, fekszik Pila, Cseszte, és Modortól sem meszsze, Dubova patakja mellett, határja termékeny, fája sok, bora jó, ’s egyéb tulajdonságaiért, első Osztálybéli."
Fényes Elek szerint "Dubova, Pozson m. tót falu, Vöröskőhöz délre 1 fertálynyira, az országutban. Lakja 604 katholikus lak. Kath. paroch. templom. Határja nagy részt kövecses, de szőlőhegye igen jó bort terem. Erdeje szép, s benne meszet, és szenet éget. F. u. gr. Pálffy Rudolf örökösei."
A trianoni békeszerződésig Pozsony vármegye Szenci járásához tartozott.

## Népessége
| Év:            | 1994. | 2004.   | 2014.   | 2024.    |
| -------------- | ----- | ------- | ------- | -------- |
| Emberek száma: | 826   | 905     | 965     | 1194     |
| Eltérés:       |       | +9,56 % | +6,62 % | +23,73 % |

| Év:            | 2023. | 2024.   |
| -------------- | ----- | ------- |
| Emberek száma: | 1155  | 1194    |
| Eltérés:       |       | +3,37 % |

1910-ben 779, túlnyomórészt szlovák anyanyelvű lakosa volt.
2011-ben 918 lakosából 890 szlovák volt.

## Nevezetességei

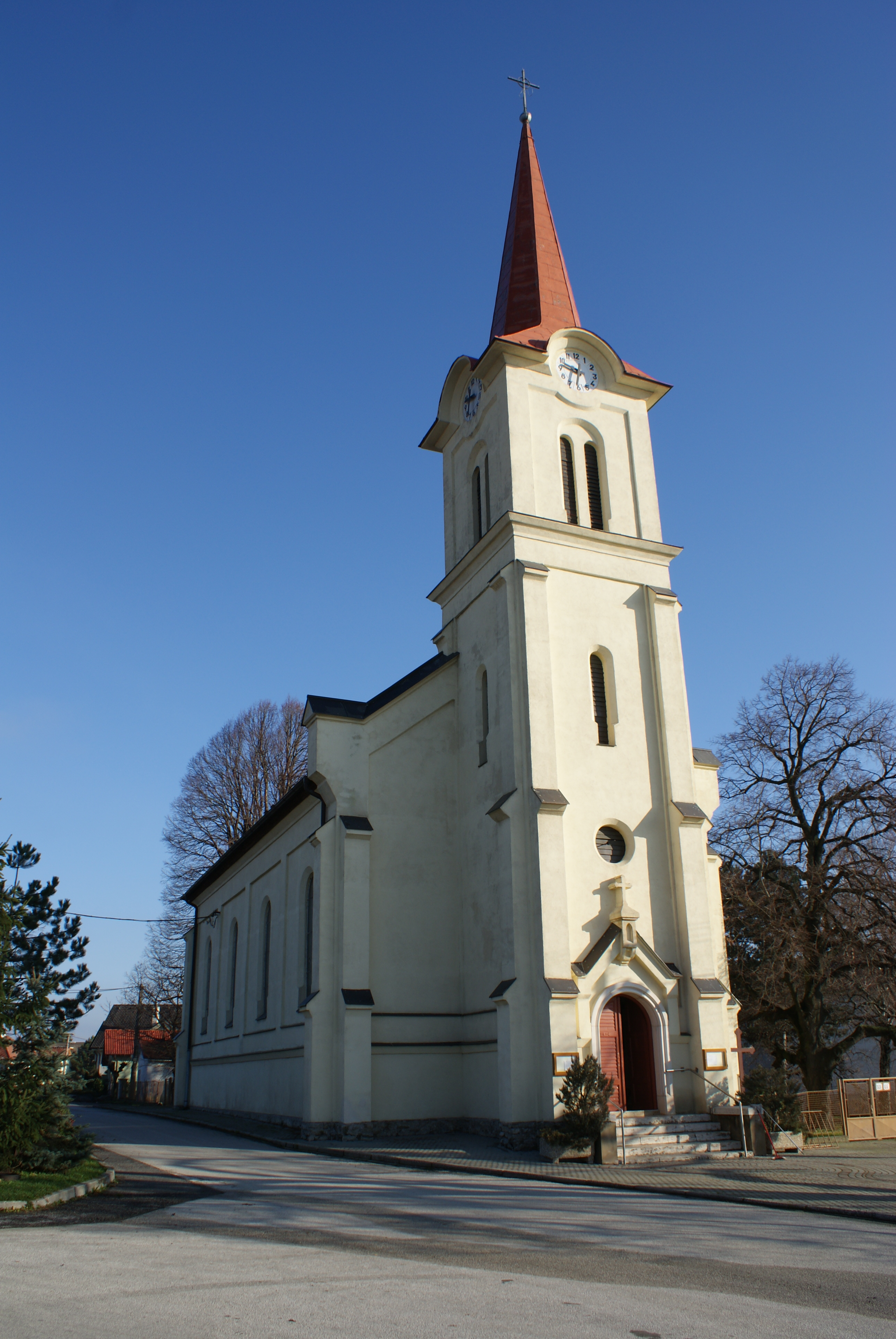
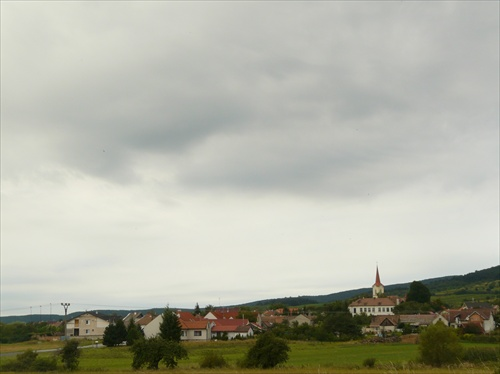

- A Rózsafüzér királynője tiszteletére szentelt római katolikus temploma 1907-ben épült.
- Szent Vendel kápolna.
- Nepomuki Szent János szobra a 18. század végén készült.
- A falu a Kis-Kárpátok borút egyik állomása.